# Strongylophthalmyia angustipennis
Strongylophthalmyia angustipennis is een vliegensoort uit de familie van de Strongylophthalmyiidae. De wetenschappelijke naam van de soort is voor het eerst geldig gepubliceerd in 1920 door Melander.